# Leucanitis austera
Leucanitis austera là một loài bướm đêm trong họ Noctuidae.